# ميخائيل فرنك
ميخائيل فرنك (بالألمانية: Michael Franck)‏ هو كاتب ترانيم ألماني، ولد في 16 مارس 1609 في شلويزينغن في ألمانيا، وتوفي في 24 سبتمبر 1667 في كوبورغ في ألمانيا.